# Cabdill de Pelzeln
El cabdill de Pelzeln (Hemitriccus inornatus) és un ocell de la família dels tirànids (Tyrannidae).

## Hàbitat i distribució
Habita boscos, sabana, matolls espinosos, cerrado de les terres baixes de l'extrem nord-oest del Brasil a la vora oriental del Rio Negro.